# ローマン・カルマジン
ローマン・カルマジン（Roman Karmazin、1973年1月2日 - ）は、ロシアの元プロボクサー。ペンザ州クズネツク出身。元IBF世界スーパーウェルター級王者。

## 来歴
1996年8月17日、プロデビュー。2回TKO勝ち。
1997年12月13日、WBB世界スーパーウェルター級王者ヘスス・グティエレスと対戦し12回TKO勝ちで王座獲得に成功した。
1998年3月14日、ジェフ・ジョンソンと対戦し2回TKO勝ちで初防衛に成功した。
2000年6月3日、EBUヨーロッパスーパーウェルター級王座決定戦をオーハン・デリバスと行い3回終了時棄権で王座獲得に失敗した。王座獲得に成功した。
2002年7月12日、マドリードのカムポ・デ・フルトボール・ラス・アメリカスでWBC世界スーパーウェルター級暫定王者ハビエル・カスティリェホと対戦し12回0-3(2者が113-115、111-118)の判定負けで王座獲得に失敗した。
2003年2月7日、ホルヘ・アラウジョとEBUヨーロッパスーパーウェルター級王座決定戦を行い5回2分14秒TKO勝ちで王座再獲得に成功した。
2003年6月13日、マイケル・ラスクと対戦し2回KO勝ちで初防衛に成功した。
2003年10月4日、デビット・ウォーカーと対戦し3回2分7秒TKO勝ちで2度目の防衛に成功した。
2005年4月12日、元WBC世界ミドル級王者キース・ホームズと対戦しIBF世界スーパーウェルター級王者カシム・オウマの指名挑戦権を賭けて対戦し12回2-0(114-114、115-113、116-112)の判定勝ちでオウマへの挑戦権獲得に成功した。
2005年7月14日、IBF世界スーパーウェルター級王者カシム・オウマと対戦し12回3-0(118-108、116-110、117-109)の判定勝ちで王座獲得に成功した。
2006年7月18日、コーリー・スピンクスと対戦し12回0-2(114-114、2者が113-115)の判定負けで初防衛に失敗し王座から陥落した。
2007年11月23日、WBAインターコンチネンタルスーパーウェルター級王座決定戦を元WBA世界スーパーウェルター級王者アレハンドロ・ガルシアと対戦し3回1分24秒KO勝ちで王座獲得に成功した。
2008年1月19日、アレックス・ブネマとマディソン・スクエア・ガーデンで対戦し10回1分36秒TKO負けで初防衛に失敗し王座から陥落した。
2008年12月20日、ブロンコ・マッカートとNABF北米ミドル級王座決定戦を行い12回3-0(119-109、118-110、117-111)の判定勝ちで王座獲得に成功した。
2009年3月21日、アントン・エチョレスと対戦し5回にダウンを奪われるも7回1分52秒TKO勝ちで初防衛に成功した。
2010年1月8日、ディオニシオ・ミランダとIBF世界ミドル級王者セバスチャン・シルベスターへの挑戦権を賭けて対戦し10回2分34秒逆転KO勝ちでシルベスターへの指名挑戦権獲得に成功した。

2010年6月5日、IBF世界ミドル級王者セバスチャン・シルベスターと対戦し12回1-1(117-111、111-118、114-114)の三者三様のドローで2階級制覇に失敗した。
2010年10月31日、後のミドル級統一世界王者ダニエル・ゲールと対戦したが12回2分30秒TKO負けでシルベスターへの指名挑戦権再獲得に失敗した。
2011年10月7日、後の世界挑戦するオサマヌ・アダマとダニエル・ゲールへの挑戦権を賭けて対戦し9回58秒TKO負けを最後に現役を引退した。

## 獲得タイトル
- WBB世界スーパーウェルター級王座
- EBUヨーロッパスーパーウェルタ級王座
- IBF世界スーパーウェルター級王座（防衛0度）
- WBAインターコンチネンタルスーパーウェルター級王座
- NABF北米ミドル級王座